# Jolanda, lorenska vojvotkinja
Za kraljicu Aragonije pogledajte Jolanda de Bar.
Jolanda Anžujska (Lorena, 2. studenoga 1428. – 23. ožujka 1483.) bila je francuska plemkinja koja je vladala Vojvodinom Lorenom i Barom, a svoju je moć prepustila suprugu.
Jolanda je lik u drami Kong Renés Datter te u operi nazvanoj Jolanta. U fikciji, ona je prikazana kao slijepa princeza. Nema dokaza da je ikad bila slijepa.

## Obitelj
Roditelji gospe Jolande bili su lorenska vojvotkinja Izabela – vladarica Lorene kao nasljednica svoga oca – i Renato Anžuvinac, napuljski kralj. Margareta Anžuvinska bila je Jolandina mlađa sestra i engleska kraljica.
Sa svojim bratićem Fridrikom, Jolanda je bila majka Renata II. Lorenskog. Jolanda je suprugu rodila i Nikolu Lorenskog, Petra, Ivanu (supruga Karla IV. Anžuvinca), Jolandu i Margaretu. Godine 1473., Jolanda je sinu Renatu II. prepustila Lorenu.